# Dan Terry
Dan Terry (geboren als Daniel Kostraba) (Kingston, 22 december 1924 - Danville, 27 december 2011) was een Amerikaanse jazz-trompettist, bugelist, bigband-leider, arrangeur en radiopresentator.
Tijdens zijn highschool-tijd speelde hij in de territoryband van George Summerson, hierna werkte hij in New York met Muggsy Spanier. Na zijn dienst bij de marine leidde hij in Los Angeles de Hollywood Teenagers Band. In 1948 speelde hij acht maanden in New York met Sonny Dunham, aansluitend studeerde hij aan het College of the Pacific (theorie, 1948-1949). Hij begon een eigen band, waarmee hij toerde en optrad in universiteiten en allerlei hotels en ballrooms in grote Amerikaanse steden, zoals Chicago en Saint Louis. Met de groep nam hij in 1952 enkele platen op voor Vita Records, in een arrangement van Marty Paich. In 1954 trad hij op in Birdland met Sarah Vaughan, Dinah Washington en andere vocalisten. Datzelfde jaar maakte hij met zijn band opnames voor Columbia en verscheen hij met Connie Haines en Don Gordon in de Universal-short Birth of a Band. Hij speelde in Carnegie Hall op het concert ter nagedachtenis aan Charlie Parker en toerde met de Birdland All Stars (met de band van Count Basie). In 1958 maakte hij voor Devere Records opnames met de Freddie Martel Singers. In de jaren zestig werkte Terry voor Dean Martin en was hij betrokken bij shows in Hollywood Palace. Hij werkte samen met Jackie Gleason (televisieshows en albums voor Capitol Records), George Williams (twaalf albums voor CBS) en bijvoorbeeld Sammy Davis jr., waarvoor hij muzikaal leider was. In de jaren zeventig woonde hij in Las Vegas, waar hij met zijn bigband in verschillende hotels (zoals The Dunes) en clubs speelde. In 1976-1977 verbleef hij in Toronto, hij richtte er de Horns of Toronto op. In de jaren negentig was San Diego zijn woonplaats. Hij begon er de Horns of San Diego en de San Diego Youth Swing Band, een groep die aan oudere scholieren de mogelijkheid bood zijn arrangementen te spelen. Van deze band verscheen ook een plaat, geproduceerd door Terry. Verder werkte Terry zo'n veertig jaar als jazzpresentator bij allerlei radiostations, in Stockton (Californië), Las vegas, Middletown (New York) en Phoenix.

## Discografie (selectie)
- Teen-age Dance Session, Philips, 1954
- Teen Age Dance Party, Harmony Records, 1957
- Lonely Place, Happy Tiger Records, 1969